# Judith Frege
Judith Frege (* 1953 in Burnley) ist eine deutsche Balletttänzerin, diplomierte Tanzpädagogin, Choreografin und Buchautorin.

## Leben
Judith Frege wurde als älteste Tochter eines Richters und einer Lehrerin britischer Abstammung in Burnley geboren und wuchs hauptsächlich in Düsseldorf und Mettmann in Nordrhein-Westfalen auf. Sie hat fünf Geschwister; dazu gehören der Jurist Michael Frege und der Musiker Andreas Frege, bekannt als Campino, Frontmann der Band Die Toten Hosen. Judith Frege wurde an der Folkwang Universität der Künste in Essen und ein Jahr an der Opéra de Monaco in Monte Carlo als Tänzerin ausgebildet. In ihrer aktiven Zeit als Tänzerin von 1971 bis 1996 hatte sie Engagements beim Hamburger Ballett, beim Stuttgarter Ballett und an der Deutschen Oper. Anschließend studierte sie über vier Semester Tanzpädagogik in Köln und schloss mit Diplom ab.
Judith Frege und ihr Ehemann Jörg Reimold setzten sich 1990 bis 1997 erfolgreich für das Festival Junge Choreografen der Akademie der Künste in Berlin ein. Seit 2005 leitet sie ihre eigene Tanzschule in Berlin und unterrichtet Schüler im Alter von drei bis zwanzig Jahren. Im Jahr 2002 veröffentlichte Judith Frege den Roman mit dem Titel Ist denn nicht zufällig Sonntag?. Es folgte das Buch Aida in Bahrendorf, das 16 Kurzgeschichten beinhaltet. Frege verfasste zudem verschiedene Sachbücher zu den Themen Let’s go Wellness, Kreativer Kindertanz oder Kinderballett.
Judith Frege ist verheiratet und lebt in Berlin.

## Bibliographie (Auswahl)
- Let’s go Wellness. Meyer & Meyer, Aachen 2001, ISBN 3-89124-878-4.
- Ist denn nicht zufällig Sonntag? Solibro Verlag, Münster 2002, ISBN 3-932927-17-6.
  - Neuauflage als: Zoe 1989. Ein Ballettroman aus Berlin, Solibro Verlag, Münster 2024, ISBN 978-3-96079-116-4.
- Aida in Bahrendorf. Solibro Verlag, Münster 2005, ISBN 3-932927-27-3.
- Kreativer Kindertanz. Henschel Verlag, Berlin 2005, ISBN 3-89487-495-3.
- Kinderballett. Henschel Verlag, Leipzig 2012, ISBN 978-3-89487-715-6.
- Ballettausbildung nach der Waganowa-Methode, Band 1, Henschel Verlag, Leipzig 2022, ISBN 978-3-89487-826-9.
- Ballettausbildung nach der Waganowa-Methode, Band 2, Henschel Verlag, Leipzig 2024, ISBN 978-3-89487-844-3.